# Décembre 1982

## Événements
- 1er décembre : 
  - Miguel de la Madrid Hurtado succède à José López Portillo à la présidence du Mexique.
  - Entrée en vigueur de l'Employment Act 1982 (en) au Royaume-Uni[1]. Après l’échec des grèves des mineurs, des cheminots et du personnel hospitalier, la majorité conservatrice vote une loi qui rend les syndicats financièrement responsables dans le cas de procès civil en dommage ou de grève « secondaire » (quand le syndicat n’est pas directement concerné dans le conflit avec un employeur donné).

- 2 décembre : 
  - Première greffe d'un cœur artificiel à titre définitif aux États-Unis.
  - Felipe González forme le premier gouvernement socialiste d'Espagne (fin en 1996).

- 4 décembre : adoption de la nouvelle Constitution de la république populaire de Chine. L’article 35 de la Constitution chinoise garantit la liberté des croyances, à condition qu’elles ne troublent pas l’ordre et l’État.

- 6 décembre (Guatemala) : massacre de Dos Erres (l'armée fait 250 morts et rase le village).

- 8 décembre : l’amendement Boland interdit à l’Administration Reagan de financer les opérations militaires ou paramilitaires des contras, groupes d’opposants armé au régime sandiniste du Nicaragua.

- 10 décembre : convention de Montego Bay (Convention des Nations unies sur le droit de la mer)

- 13 décembre[2] : un tremblement de terre de magnitude 6.0 fait 2 000 victimes au Yémen du Nord.

- 21 décembre : proposition de baisse du niveau des armements en Europe par l'URSS.

- 26 décembre : conflit en Casamance. Des manifestants séparatistes envahissent Ziguinchor. Création du Mouvement des forces démocratiques de Casamance.

- 31 décembre : loi étendant la dérégulation aux établissements financiers[3].

## Naissances
- 1er décembre : Mbaye Leye, footballeur sénégalais.
- 2 décembre : Thomas Essomba, boxeur camerounais.
- 3 décembre : 
  - Jack Swagger, catcheur à la WWE.
  - Pamela Badjogo, artiste d'origine gabonaise.
- 5 décembre : Jessica Paré, actrice canadienne et québécoise.
- 6 décembre : Alberto Contador, coureur cycliste espagnol.
- 8 décembre : Nicki Minaj, rappeuse, chanteuse, actrice américano-trinidadienne.
- 10 décembre : Sultan Kösen, homme le plus grand du monde, selon le livre Guinness des records.
- 20 décembre : Keny Arkana, rappeuse française d'origine argentine.
- 21 décembre : Thomas Payne, acteur britannique.
- 23 décembre : Beatriz Luengo, chanteuse et actrice espagnole.
- 24 décembre : Masaki Aiba, chanteur japonais du groupe Arashi.
- 28 décembre : Jennifer Decker, actrice française.
- 29 décembre : Julia Wertz, auteure de bande dessinée américaine.
- 30 décembre : Kristin Kreuk, actrice canadienne.
- 31 décembre : Charles Judson Wallace, basketteur américain.

## Décès
- 8 décembre : Moro Naba Kougri, empereur des Mossi du Burkina Faso (intronisé en 1957).
- 17 décembre: Willy Anthoons, sculpteur belge (° 25 novembre 1911).
- 18 décembre : Valérie Valère, écrivain.
- 20 décembre : Arthur Rubinstein, pianiste américain.
- 23 décembre : Jack Webb, acteur, producteur, réalisateur et scénariste américain (° 2 avril 1920).
- 24 décembre :
  - Louis Aragon, écrivain et poète français.
  - Maurice Biraud acteur français, mort d'une crise cardiaque.

- 27 décembre : Phil Williams Jr. à l'âge de 15 ans, étudiant à Élan School, mort à cause de la célèbre punition du ring de boxe